# 弗朗齐歇克·瓦涅克
弗朗齐歇克·瓦涅克（捷克語：František Vaněk，1931年12月3日—2020年9月2日），捷克男子冰球运动员。他曾代表捷克斯洛伐克参加1956年和1960年冬季奥林匹克运动会冰球比赛，分别获得第五名和第四名。